# Greatest Flix II
Greatest Flix II – wideokaseta zespołu Queen wydana w październiku 1991 roku. Zawiera 17 teledysków zespołu, nakręconych w latach 1981 - 1991.
Teledyski nie są ułożone chronologicznie. Wideokasetę wydała firma PMI (Picture Music International).

## Lista utworów
1. „A Kind of Magic”
2. „Under Pressure”
3. „Radio Ga Ga”
4. „I Want It All”
5. „I Want to Break Free”
6. „Innuendo”
7. „It’s a Hard Life”
8. „Breakthru”
9. „Who Wants to Live Forever”
10. „Headlong”
11. „The Miracle”
12. „I’m Going Slightly Mad”
13. „The Invisible Man”
14. „Hammer to Fall”
15. „Friends Will Be Friends”
16. „The Show Must Go On”
17. „One Vision”